# Solar Star
Solar Star est une centrale solaire photovoltaïque d'une capacité de 579 mégawatts basée à Rosamond, en Californie.
C'est la deuxième plus grande centrale solaire photovoltaïque après celle de Kamuthi en Inde.
La centrale est constituée en 2017 de 1,7 million de modules solaires monocristallins.